# Star Trek Beyond
Star Trek Beyond är en amerikansk science fiction-, action- och äventyrsfilm från 2016. Filmen är uppföljaren till Star Trek Into Darkness från 2013. Det är den trettonde filmen i Star Trek franchisen och den tredje delen i rebootserien. Filmen är regisserad av Justin Lin med manus av Simon Pegg, Doug Jung, Roberto Orci, John D. Payne och Patrick McCay, baserad på serien med samma namn som skapats av Gene Roddenberry. Chris Pine och Zachary Quinto repriserar sina roller som kapten James T. Kirk och Commander Spock , och Simon Pegg, Karl Urban, Zoe Saldana, John Cho och Anton Yelchin reprisera sina roller från den förra filmen. Idris Elba och Sofia Boutella spelar några av filmens huvudkaraktärer.

## Handling
Efter att förgäves ha försökt att förmedla en fredgåva från en ras till en annan, åker Enterprise till den nya rymdstationen Yorktown. Dit kommer också ett fartyg som med nöd och näppe lyckats fly från en nebulosa. Resten av besättningen är fortfarande strandsatta på en planet inuti nebulosan. Enterprise, som närmaste skepp, beslutar sig för att undsätta de nödställda.
Inuti nebulosan blir Enterprise dock attackerat av en svärm av små skepp, vars sammanlagda anfall tvingar Enterprise på flykten, illa skadat, och med stora delar av besättningen tillfångatagen. Enterprise kraschar på samma planet och blir fullständigt förstört, vilket tvingar Kapten Kirk och de kvarvarande besättningsmedlemmarna att försöka frita sina kamrater.

## Rollista
- Chris Pine – Kapten James T. Kirk
- Zachary Quinto – Kommendörkapten Spock
- Karl Urban – Kommendör Leonard McCoy
- Simon Pegg – Kommendör Montgomery Scott
- Zoe Saldana – Löjtnant Nyota Uhura
- John Cho – Löjtnant Hikaru Sulu
- Anton Yelchin – Fänrik Pavel Chekov
- Sofia Boutella – Jaylah
- Idris Elba – Krall / Kapten Balthazar Edison
- Joe Taslim – Manas / Anderson Le
- Lydia Wilson – Kalara / Jessica Wolff
  - Sara Maria Forsberg – Utomjordisk röst
- Deep Roy – Keenser
- Melissa Roxburgh – Fänrik Syl
- Shohreh Aghdashloo – Eskaderchef Paris
- Greg Grunberg – Kommendörkapten Finnegan
- Danny Pudi – Fi'Ja[22]
- Kim Kold – Zavanko[22]
- Anita Brown – Tyvanna
- Doug Jung – Ben
- Dan Payne – Wadjet
- Shea Whigham – Teenaxi ledare
- Jeff Bezos – Starfleet besättningsmedlem[23]

## Produktion
Inspelningen av filmen började den 25 juni 2015 i Vancouver. Filmen släpptes den 20 juli 2016 i samband med firandet av 50-årsdagen av Star Trek-franchisen.